# 지미 윌슨 (포수)
제임스 윌슨(영어: James Wilson, 1900년 7월 23일~1947년 5월 31일)은 "에이스"(영어: Ace)라는 별명으로 알려진 미국의 축구 선수이자 야구 선수, 코치, 감독이다. 내셔널 어소시에이션 풋볼 리그와 아메리칸 사커 리그에서 라이트 윙으로 뛰었으며, 이후 메이저 리그 베이스볼(MLB)에서 포수로 뛰었다.